# Tratado de Paris (1947)
O Tratado de Paz de Paris (em francês:  Traités de Paris) foi assinados em 10 de fevereiro de 1947 após o fim da Segunda Guerra Mundial em 1945. A Conferência de Paz de Paris durou de 29 de julho a 15 de outubro de 1946. As potências aliadas vitoriosas durante a guerra (principalmente o Reino Unido, União Soviética, Estados Unidos e França) negociou os detalhes dos tratados de paz com as antigas potências do Eixo, ou seja, Itália, Romênia, Hungria, Bulgária e Finlândia, que mudou de lado e declarou guerra à Alemanha durante a Segunda Guerra Mundial. Eles foram autorizados a reassumir plenamente suas responsabilidades como Estados soberanos em assuntos internacionais e a se qualificar como membros das Nações Unidas.
O acordo elaborado nos tratados de paz incluiu o pagamento de reparações de guerra, compromisso com os direitos das minorias e ajustes territoriais, incluindo o fim do império colonial italiano no norte da África, África Oriental, Iugoslávia, Grécia e Albânia, bem como mudanças no Império Italiano. – Fronteiras iugoslava, húngara-tchecoslovaca, soviético-romena, húngara-romena, franco-italiana e soviético-finlandesa. Os tratados também obrigavam os vários estados a entregar os acusados de crimes de guerra às potências aliadas para julgamentos de crimes de guerra.

## Cláusulas políticas
As cláusulas políticas estipulavam que o signatário deveria "tomar todas as medidas necessárias para assegurar a todas as pessoas sob (sua) jurisdição, sem distinção de raça, sexo, língua ou religião, o gozo dos direitos humanos e das liberdades fundamentais, incluindo a liberdade de expressão, de imprensa e publicação, de culto religioso, de opinião política e de reunião pública”.
Nenhuma penalidade deveria ser imposta aos nacionais por causa do partidarismo dos Aliados durante a guerra. Cada governo tomou medidas para prevenir o ressurgimento de organizações fascistas ou quaisquer outras "sejam políticas, militares ou semimilitares, cujo propósito é privar o povo de seus direitos democráticos".

## Reparações de guerra
O problema da reparação de guerra provou ser um dos mais difíceis decorrentes das condições do pós-guerra. A União Soviética, o país mais fortemente devastado pela guerra, sentiu-se no direito de receber o máximo possível, com exceção da Bulgária, que era vista como o mais simpático dos antigos estados inimigos. (A Bulgária fazia parte do Eixo, mas não declarou guerra à União Soviética). Nos casos da Romênia e da Hungria, os termos de reparação estabelecidos em seus armistícios eram relativamente altos e não foram revisados.
Reparações de guerra a preços de 1938, em valores em dólares dos Estados Unidos:
- $ 360 000 000 (equivalente a $ 6 930 000 000 em 2021) da Itália:
  - $ 125 000 000 (equivalente a $ 2 406 000 000 em 2021) para a Iugoslávia;
  - $ 105 000 000 (equivalente a $ 2 021 000 000 em 2021) para a Grécia;
  - $ 100 000 000 (equivalente a $ 1 925 000 000 em 2021) para a União Soviética;
  - $ 25 000 000 (equivalente a $ 481 000 000 em 2021) para a Etiópia;
  - $ 5 000 000 (equivalente a $ 96 000 000 em 2021) para a Albânia.
- $ 300 000 000 (equivalente a $ 5 775 000 000 em 2021) da Finlândia para a União Soviética
- $ 300 000 000 (equivalente a $ 5 775 000 000 em 2021) da Hungria:
  - $ 200 000 000 (equivalente a $ 3 850 000 000 em 2021) para a União Soviética;
  - $ 100 000 000 (equivalente a $ 1 925 000 000 em 2021) para a Tchecoslováquia e Iugoslávia
- $ 300 000 000 (equivalente a $ 5 775 000 000 em 2021) da Romênia para a União Soviética;
- $ 70 000 000 (equivalente a $ 1 348 000 000 em 2021) da Bulgária:
  - $ 45 000 000 (equivalente a $ 866 000 000 em 2021) para a Grécia;
  - $ 25 000 000 (equivalente a $ 481 000 000 em 2021) para a Iugoslávia.

## Mudanças nas fronteiras

### Itália
A Itália perdeu as colônias da Líbia italiana e da África Oriental italiana. Este último consistia na Etiópia italiana, na Eritreia italiana e na Somalilândia italiana. A Itália continuou a governar a antiga Somalilândia italiana como um território sob tutela da ONU até 1960. No tratado de paz, a Itália reconheceu a independência da Albânia (em união pessoal com a monarquia italiana após a invasão italiana da Albânia em abril de 1939). A Itália também perdeu sua concessão em Tianjin, que foi entregue à China, e nas ilhas do Dodecaneso, no mar Egeu foram cedidos à Grécia.
A Itália perdeu a Ístria: as províncias de Fiume, Zara e a maior parte de Gorizia e Pola foram cedidas à Iugoslávia; o resto da Ístria e a província de Trieste formaram um novo Estado soberano (Território Livre de Trieste) dividido em duas zonas administrativas sob um governo provisório pelo qual o Conselho de Segurança das Nações Unidas era responsável. Em 1954, a Itália incorporou a Província de Trieste (Zona A) e a Iugoslávia incorporou o restante da Ístria (Zona B). Isso foi oficialmente reconhecido com o Tratado de Osimo em 1975.
As aldeias do vale de Tende e La Brigue foram cedidas à França, mas os diplomatas italianos conseguiram manter em vigor o Tratado de Turim (1860), segundo o qual a fronteira alpina franco-italiana passa pelo cume do Monte Branco, apesar dos desígnios franceses no Vale de Aosta. A República Francesa nunca previu a língua italiana nas antigas cidades italianas cedidas de Briga e Tenda, optando efetivamente por uma política de assimilação linguística. A província do Tirol do Sul também foi mantida pela Itália, apesar das demandas territoriais da Áustria, em grande parte graças ao Acordo Gruber-De Gasperi assinado alguns meses antes.

### Finlândia

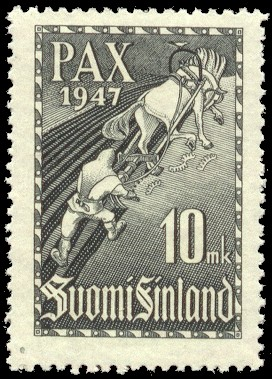
Um selo postal finlandês de 1947 comemorando o Tratado de Paz de Paris

A Finlândia retomou suas fronteiras em 1º de janeiro de 1941 (confirmando assim suas perdas territoriais após a Guerra de Inverno de 1939-1940), exceto a antiga província de Petsamo, que foi cedida à União Soviética. Na Finlândia, as reparações e o ajuste de fronteira ditado foram percebidos como uma grande injustiça e uma traição pelas potências ocidentais, após a simpatia que a Finlândia recebeu do Ocidente durante a Guerra de Inverno iniciada pelos soviéticos. No entanto, essa simpatia foi corroída pela colaboração da Finlândia com a Alemanha nazista entre 1941 e 1944. Durante esse período, a Finlândia não apenas recuperou o território que havia perdido em 1940, mas continuou sua ofensiva mais profundamente nas terras soviéticas, ocupando uma ampla faixa do território soviético. Isso levou o Reino Unido a declarar guerra à Finlândia em dezembro de 1941, enfraquecendo ainda mais o apoio político do Ocidente ao país. As adesões da União Soviética ao território finlandês foram baseadas no Armistício de Moscou assinado em Moscou em 19 de setembro de 1944 e resultou em uma extensão das adesões no Tratado de Paz de Moscou que encerrou a Guerra de Inverno.

### Hungria
A Hungria foi restaurada em suas fronteiras antes de 1938. Isso significava restaurar a fronteira sul com a Iugoslávia, bem como declarar o Primeiro e o Segundo Prêmios de Viena nulos e sem efeito, cancelando os ganhos da Hungria com a Tchecoslováquia e a Romênia. Além disso, três aldeias (nomeadamente Horvátjárfalu, Oroszvár e Dunacsún) situadas a sul de Bratislava também foram transferidas para a Checoslováquia, a fim de formar a chamada "cabeça de ponte de Bratislava".

### Romênia
A Romênia foi restaurada às suas fronteiras em 1º de janeiro de 1941, com exceção da fronteira com a Hungria, que dava a Transilvânia do Norte de volta à Romênia. Isso confirmou a perda da Bessarábia e da Bucovina do Norte em 1940 para a União Soviética e o Tratado de Craiova, que devolveu a Dobruja do Sul à Bulgária.

### Bulgária
A Bulgária foi restaurada às suas fronteiras em 1º de janeiro de 1941, devolvendo a Vardar Macedônia à Iugoslávia e a Macedônia Oriental e a Trácia Ocidental à Grécia, mas mantendo o sul de Dobruja pelo Tratado de Craiova, deixando a Bulgária como a única ex-potência do Eixo a manter o território conquistado durante a Segunda Guerra Mundial.

## Resultado
A dissolução da União Soviética e da Iugoslávia no início dos anos 1990 não levou a nenhuma renegociação dos Tratados de Paz de Paris. No entanto, em 1990, a Finlândia cancelou unilateralmente as restrições impostas pelo tratado às suas forças armadas.